# Marco Pewal
Marco Pewal (* 17. September 1978 in Villach) ist ein ehemaliger österreichischer Eishockeyspieler, der in der Österreichischen Eishockey-Liga beim EC VSV und EC Red Bull Salzburg aktiv war. 2021 war er erneut Cheftrainer der österreichischen U20-Eishockeynationalmannschaft sowie der U20-Mannschaft des EC VSV. Seit der Saison 2022/2023 trainiert er den EC Kitzbühel. 

## Karriere

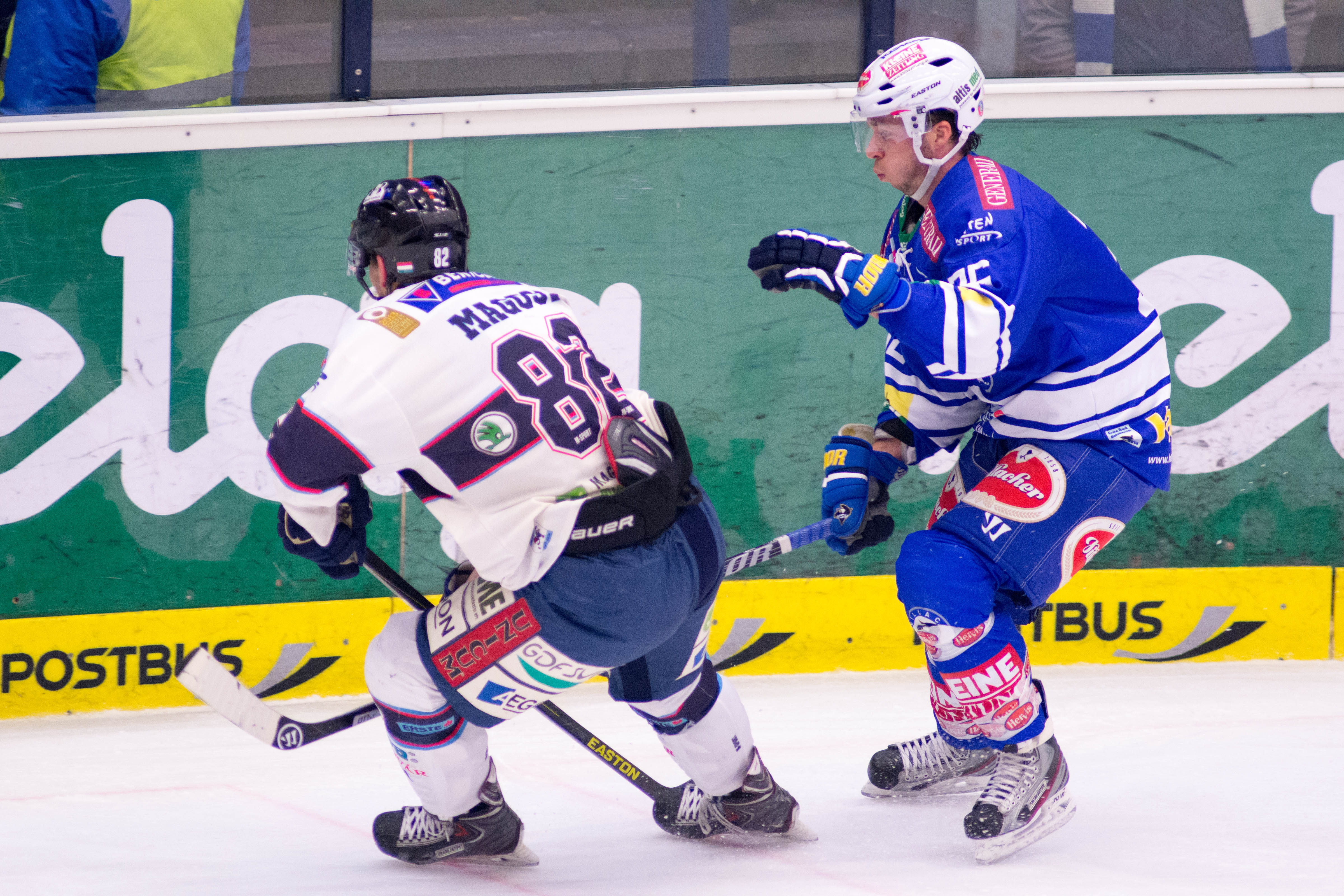
Marco Pewal (rechts) im Zweikampf mit dem Ungarn Bálint Magosi (2013)

Pewal gab mit 16 Jahren sein Debüt in der Saison 1997/98 beim EC VSV in der höchsten österreichischen Liga. Aufgrund seiner damaligen Statur wurde er von seinen Mitspielern Schnittlauch gerufen. Er spielte in dieser Spielzeit auch für das Team Telekom in der Nationalliga.
2000 wechselte er für zwei Jahre nach Zell am See (mit einem Zwischenspiel beim DEK Klagenfurt), ehe er 2002 zum VSV zurückkehrte. Seit 2005 spielt er für den EC Red Bull Salzburg, mit dem er mehrmals österreichischer Meister wurde. Zudem erreichte er in der Spielzeit 2005/06 die beste Plus/Minus-Bilanz der Liga. 2010 gewann er mit dem Salzburger Team den IIHF Continental Cup.
Ab der Saison 2011/12 spielte er wieder für den EC VSV, ehe er seine Profi-Karriere nach der Saison 2014/15 beendete. Insgesamt erzielte er in 758 ÖEHL-Spielen und 231 Tore und 339 Assists.

### International
Im Juniorenbereich spielte Pewal für Österreich bei der U18-C-Europameisterschaft und der U20-C-Weltmeisterschaft 1997.
Für die Herren-Auswahl, in der er am 6. Februar 2004 bei der 2:3-Niederlage nach Penaltyschießen im Freundschaftsspiel gegen Italien in Villach debütierte, war er bei den Weltmeisterschaften der Division I 2006, 2008 und 2010 aktiv. Nach den dort jeweils erreichten Aufstiegen spielte er 2007 und 2011 mit dem Team aus dem Alpenland in der Top-Division, während 2009 sein Name im österreichischen Aufgebot fehlte.

### Als Trainer
Nach seinem Karriereende als Profi wurde er beim VSV als Nachwuchstrainer angestellt und betreute die U18-Mannschaft aus der EBJL als Co-Trainer. Parallel spielte er bis 2019 im Amateurbereich für den viertklassigen ESC Steindorf. Später betreute er die U12- bis U16-Mannschaften beim VSV.
Bei der U20-Weltmeisterschaft 2018 war er Co-Trainer der österreichischen Junioren, die in der A-Gruppe der Division I spielten. Im September 2018 wurde er zum Cheftrainer der U20-Eishockeynationalmannschaft ernannt. Mit diesem schaffte er bei der Eishockey-Weltmeisterschaft der U20-Junioren 2020 im Dezember 2019 den Aufstieg aus der Division in die Top-Division.
Zwischen Februar 2020 und Mai 2021 war Pewal Assistenztrainer bei der Profimannschaft des EC VSV. Für die U20-Weltmeisterschaft 2021 erhielt er keine Freigabe des VSV wund wurde daher durch Roger Bader ersetzt. Seit der Saison 2021/22 trainiert er wieder die U20-Mannschaft des VSV sowie parallel die österreichische U20-Nationalmannschaft. Zur Saison 2022/2023 übernahm Pewal das Traineramt beim EC Kitzbühel in der Alps Hockey League. Den Posten als Coach der U20 legte er wenig später zurück.

## Privates
Pewal arbeitet hauptberuflich im Landeskrankenhaus Villach und lebt mit seiner Frau und zwei Töchtern in Villach.

## Erfolge und Auszeichnungen
- 1999 Österreichischer Meister mit dem EC VSV
- 2006 Beste Plus/Minus-Bilanz der Österreichischen Eishockey-Liga
- 2006 Aufstieg in die Top-Division bei der Weltmeisterschaft der Division I, Gruppe B
- 2007 Österreichischer Meister mit dem EC Red Bull Salzburg
- 2008 Österreichischer Meister mit dem EC Red Bull Salzburg
- 2008 Aufstieg in die Top-Division bei der Weltmeisterschaft der Division I, Gruppe A
- 2009 Österreichischer Vizemeister mit dem EC Red Bull Salzburg
- 2010 IIHF-Continental-Cup-Gewinn mit dem EC Red Bull Salzburg
- 2010 Österreichischer Meister mit dem EC Red Bull Salzburg
- 2010 Aufstieg in die Top-Division bei der Weltmeisterschaft der Division I, Gruppe A
- 2011 Österreichischer Meister mit dem EC Red Bull Salzburg
- 2019 Aufstieg in die Top-Division bei der U20-Junioren-Weltmeisterschaft der Division I, Gruppe A (als Trainer)